# Helsingfors gosskör
Helsingfors gosskör är en svenskspråkig kör i Helsingfors för pojkar i åldern 8–18 år, grundad 1999 på initiativ av Akademiska Sångföreningen och Manskören Frihetsbröderna. 
Helsingfors gosskör, vars målsättning är att ge en gedigen musikalisk uppfostran samt att föra de finlandssvenska manssångstraditionerna vidare, hade Gunnar Döragrip (1941–2020) som dirigent fram till 2009, då Henrik Wikström övertog ledningen för kören. Kören är indelad en sektion för yngre och en för de äldre gossarna.